# Coloboma
El coloboma  es un defecto hereditario, presente desde el nacimiento, del iris del ojo que se describe como un orificio, fisura o hendidura. Esta condición tiene la posibilidad de ser hereditaria o aparecer sin historia familiar previa.
Ocasionalmente aparece la variante coloboma de coroides, una anomalía también congénita en la cual se produce el cierre incompleto de la hendidura de Becher, produciéndose defectos en su cierre. Suele encontrarse por debajo de la papila.

## Patogenia

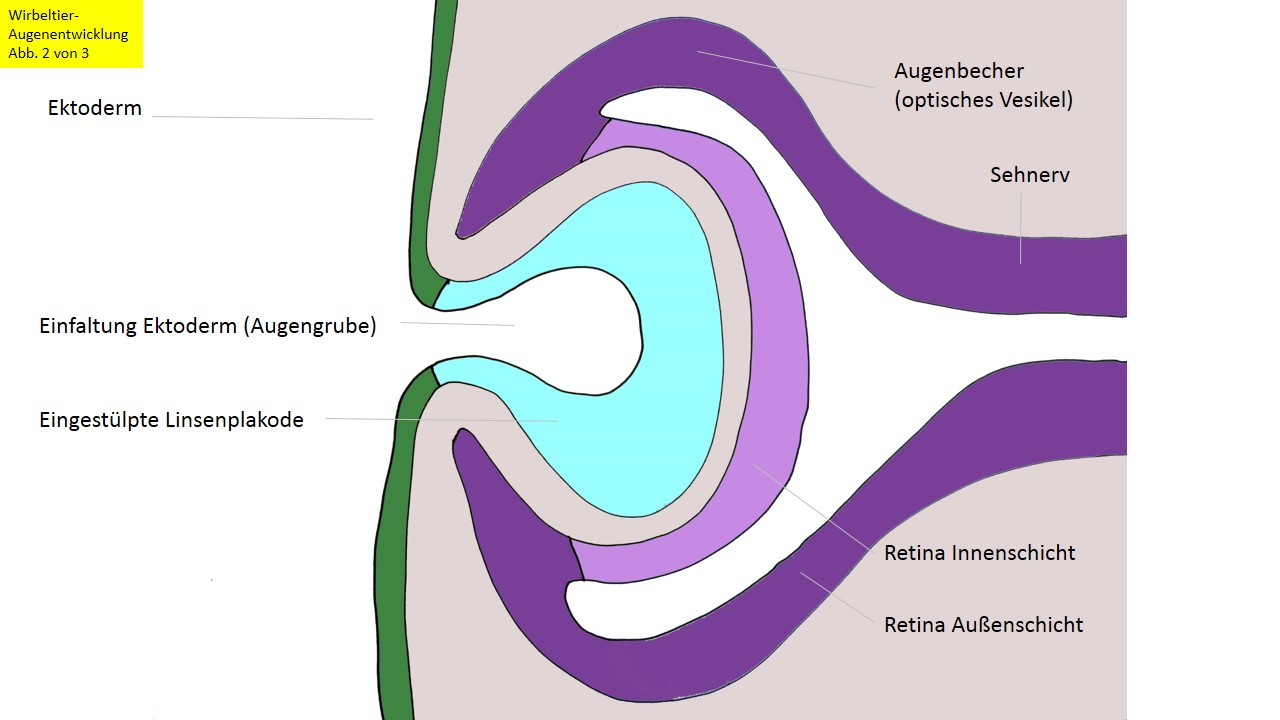
Desarrollo del ojo de los vertebrados - fase 2

Durante el tercer mes del embarazo los ojos del feto se desarrollan rápidamente, empezando como un pequeño brote, el cual germina de manera que todas las partes intrincadas del interior del ojo puedan ser formadas y alimentadas. Para ayudar a esta alimentación una abertura o hendidura se abre dentro de cada brote o futuro ojo.
Cuando el complicado desarrollo del ojo termina, la hendidura se cierra. Pero en algunos casos, esta hendidura no lo hace o se cierra parcialmente, permaneciendo de por vida esta condición, la cual es llamada coloboma. Esto no significa que exista un hoyo en el ojo, solo que ciertas estructuras dentro del ojo no terminaron de formarse completamente.
La mayoría de los casos de coloboma son de causa desconocida y no se relacionan con otras alteraciones.

## Cuadro clínico

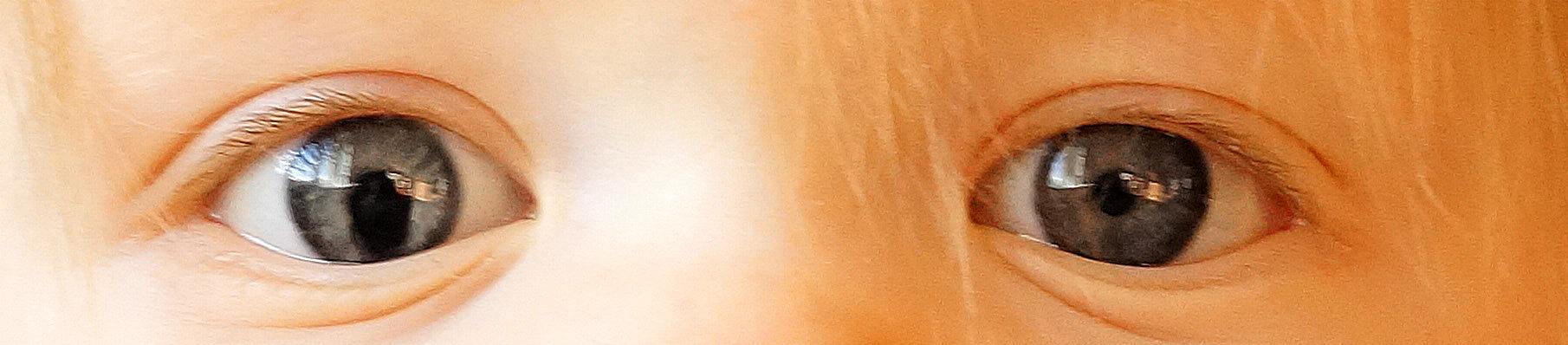
Coloboma de iris en un niño de 10 meses

Los efectos de esta condición pueden ser leves o causar problemas visuales en el caso de que la parte trasera del ojo este afectada. Esto depende del lugar, la extensión o el incompleto cerramiento de la abertura.
Un coloboma en el cristalino, si es de tamaño grande, puede afectar al iris y a la coroides, y de esta forma aumentar el riesgo de desprendimiento de retina. El defecto puede extenderse a la retina, coroides o nervio óptico.
Un coloboma pequeño, especialmente si no está adherido a la pupila, puede hacer que una imagen secundaria se enfoque en la parte posterior del ojo ocasionando una imagen fantasma, visión borrosa o disminución de la agudeza visual.
Los colobomas del iris pueden aparecer como un orificio redondo y negro localizado dentro o al lado del iris (porción coloreada del ojo). También pueden aparecer como una muesca negra de diferente profundidad en el borde de la pupila, dándole a ésta una forma irregular o pueden igualmente presentarse como una fisura que va desde la pupila hasta el borde del iris. La visión central puede ser afectada y puede reflejar la extensión, lugar y forma de la abertura.

## Diagnóstico
Esta condición por lo general es detectada en el hospital a la hora de revisar al bebé, después de su nacimiento.
Es posible que un bebé con coloboma pueda tener otros problemas de desarrollo. El médico revisará la historia clínica y realizará un examen físico. El examen físico incluye una evaluación detallada del ojo al igual que un examen detallado de la parte interna del ojo. Otras pruebas pueden ser una resonancia magnética del cerebro y los nervios que conectan el ojo y el cerebro. El paciente suele ser un lactante, por lo cual los antecedentes familiares son de gran importancia.
Cuando esta condición es detectada en un bebé recién nacido es de suma importancia que un médico oftalmólogo le realice una revisión más completa y sugiera el tratamiento y cuidados a seguir.
El coloboma puede estar asociado con condiciones hereditarias, trauma del ojo o cirugía del ojo. El defecto puede extenderse a la retina, coroides o nervio óptico.
Un pequeño porcentaje de pacientes con coloboma presenta, además, otros trastornos hereditarios del desarrollo.